# ایمهاوزن شیمی
ایمهاوزن شیمی، (به آلمانی: Imhausen-Chemie) یک شرکت متوسط شیمیایی و داروسازی آلمانی بود که در زنجیره پیش تولیدات شیمیایی «بسیار حیاتی» در دوران جنگ جهانی دوم نقش به سزایی بازی می‌کرد. در دهه پنجاه میلادی بخش‌های بزرگی از این شرکت را کمپانی «دینامیت نوبل» آلمان خرید. این کارخانه تولیدی در دهه ۱۹۸۰ میلادی بخاطر تخلفات فراوان و در نوع خود بسیار سنگین اقتصادی، جنحه‌ای و جنایی ورشکست و تعطیل شد. شرکت ایمهاوزن در اواسط دهه هشتاد میلادی به عراق و لیبی تأسیسات تولید جنگ‌افزارهای شیمیایی فروخت که در جنگ عراق علیه ایران قویا به کار گرفته و عامل کشته و زخمی شدن ده‌ها هزار سرباز، غیر نظامیان ایرانی و مردم کرد مقیم عراق گشت.
بنا به افشاگری‌های برخی رسانه‌ها از جمله مجله اشپیگل، بسیاری از سازمان‌های دولتی و محافل رسمی آلمان از این موضوع دقیقاً اطلاع داشتند و پس از برملا شدن تخلفات این شرکت، در دادگاه برای «حفظ آبروی دولت آلمان» به نفع مدیر و مالک شرکت «هیپنشتیل ایمهاوزن» کارشکنی‌های فراوان کردند.
این شرکت عاقبت بخاطر تولید و صادرات مواد مخدر از نوع اکستازی و امثالهم و بخاطر ساختن کارخانه سموم شیمیایی جنگی در لیبی (نه در عراق که موضوع اصلی دعاوی بود) به پرداخت جریمه نقدی محکوم شد. مالک شرکت نیز به چند سال زندان محکوم شد، ولی بخاطر «ناراحتی‌های عصبی» چند ماهی بیش در زندان نماند. از پیش‌آمدهای انگشت‌نمای این پرونده، به گفته مجله اشپیگل این است که درآمدهای شخصی مالک کارخانه و مدیران زیردست او که از راه‌های غیرقانونی کسب شده بودند و همچنین ثروت شخصی آنها هرگز توسط دولت ضبط نشدند.